# Erythrodiplax berenice
Erythrodiplax berenice is een libellensoort uit de familie van de korenbouten (Libellulidae), onderorde echte libellen (Anisoptera).
De wetenschappelijke naam Erythrodiplax berenice is voor het eerst geldig gepubliceerd in 1773 door Drury.